# Список озёр и водохранилищ Индии
Ниже представлен список наиболее примечательных озёр и водохранилищ Индии. Сортировка — по штатам, по алфавиту.

## Андхра-Прадеш
- Коллеру[англ.]
- Пуликат — фактически является лагуной; частично расположено в штате Тамилнад

## Ассам
- Дипор-Бил[англ.]
- Чандуби[англ.] — образовалось 12 июня 1897 года в результате мощного землетрясения

## Бихар
- Канвар — крупнейшая старица Азии: 67,5 км²

## Гуджарат
- Вастрапур[англ.]
- Канкария[англ.]
- Нал-Саровар[англ.]
- Тхол[англ.]
- Хамирсар[англ.]

## Джамму и Кашмир
- Вишансар[англ.]
- Вулар
- Гадсар
- Гангабал[англ.]
- Дал
- Манасбал
- Нигеен[англ.]
- Нундкол
- Сатсар[англ.]
- Тарсар[англ.]
- Шешнаг[англ.]

## Западная Бенгалия
- Водно-болотные угодья Восточной Калькутты[англ.]
- Рабиндра-Саробар[англ.]
- Расикбил[англ.]
- Сенчал

## Карнатака
- Озёра Бангалора[англ.]
  - Белландур[англ.]
  - Мадивала[англ.]
  - Улсоор[англ.]
  - Хеббал[англ.]
- Озёра Майсура[англ.]
  - Каранджи[англ.]
  - Куккарахалли[англ.]
  - Лингамбудхи[англ.]
- Пампа-Саровар[англ.]
- Хоннамана-Кере[англ.]
- Шанти-Сагара[англ.]

## Керала
- Аштамуди
- Вадаккечира[англ.]
- Ванчикулам[англ.]
- Веллаяни[англ.]
- Вембанад — крупнейшее озеро штата (2033 км²) и самое длинное в стране (96,5 км)
- Мананчира[англ.]
- Паравур[англ.]
- Састхамкотта[англ.]

## Ладакх
- Пангонг-Цо — на 60 % принадлежит Китаю.
- Цо-Кар[англ.]
- Цо-Морари

## Мадхья-Прадеш
- Бходжтал[англ.]

## Манипур
- Локтак — примечательно огромными (до 40 км², что составляет почти 14 % от площади всего озера) плавучими островами пхумди[англ.], крупнейший из них полностью является национальным парком[англ.], единственным плавучим парком в мире.

## Махараштра
- Вихар[англ.]
- Лонар — имеет форму правильного круга диаметром 1,83 км и глубиной до 150 м. Единственное озеро в списке «Национальные геологические памятники Индии[англ.]».
- Пашан[англ.]
- Повай[англ.]
- Салим-Али[англ.]
- Тулси[англ.]
- Шивсагар[англ.]

## Мегхалая
- Умиам

## Мизорам
- Там-Дил[англ.]

## Одиша
- Аншупа

## Орисса
- Чилика — крупнейшая лагуна страны

## Пенджаб
- Канджли[англ.] — фактически является водно-болотным угодьем
- Ропар[англ.] — фактически является водно-болотным угодьем
- Харике[англ.] — фактически является водно-болотным угодьем

## Раджастхан
- Ана-Сагар[англ.]
- Дхебар[англ.] — второе по размеру водохранилище Индии: 87 км²
- Кайлана[англ.] — третье по размеру водохранилище Индии: 84 км²
- Ман-Сагар[англ.] — в центре водохранилища стоит дворец Джал Махал[англ.]
- Накки[англ.]
- Пичола[англ.] — на водохранилище стоят дворцы Озёрный и Джаг Мандир[англ.]
- Пушкар[англ.] — по берегам озеро выстроены 52 гхата, в относительной близи выстроены ок. 500 храмов
- Раджсаманд[англ.]
- Рамгарх[англ.] — просуществовав ок. 20 лет, водохранилище пересохло к 2000 г.
- Самбхар[англ.] — крупнейшее солёное озеро Индии: 210 км²
- Фатех-Сагар[англ.]

## Сикким
- Гурудонгмар — второе в списке самых высокогорных озёр Индии: 5500 м н. у. м.
- Кхечеопалри[англ.]
- Цо-Лхамо[англ.] — самое высокогорное озеро Индии: 5930 м н. у. м.
- Цомго

## Тамилнад
Основная статья: Список озёр Тамилнада
- Бериджам[англ.]
- Вееранам[англ.]
- Кодайканал[англ.]
- Ооти[англ.]
- Пужал[англ.]
- Пуликат — фактически является лагуной; частично расположено в штате Андхра-Прадеш
- Синганаллур[англ.]
- Уккадам[англ.]
- Чембарамбаккам[англ.]
- Чолаварам[англ.]

## Телингана
- Амеенпур[англ.]
- Бхадракали[англ.]
- Дургам-Черуву[англ.]
- Кхаджагуда[англ.]
- Лакнаварам[англ.]
- Осман-Сагар[англ.]
- Пакхал[англ.]
- Сароорнагар[англ.]
- Фокс-Сагар[англ.] — за 120 лет существования площадь водохранилища сократилась с 2 до 0,5 км²
- Химаят-Сагар[англ.]
- Хуссайн-Сагар[англ.] — в центре водохранилища воздвигнута статуя Будды высотой 18 м; др. достопримечательности: парки Лумбини[англ.], Санджеевайах[англ.] и «Сады NTR», парк развлечений «Снежный мир», усыпальница Сайдани Ма
- Шамирпет[англ.]

См. также Озёра города Хайдарабад

## Уттар-Прадеш
- Бакхира[англ.] — фактически является водно-болотным угодьем и заповедником
- Кусум-Саровар

## Уттаракханд
- Бхимтал[англ.]
- Найнитал[англ.]
- Роопкунд — примечательно огромным количеством человеческих скелетов, обнаруженных на его берегах. До сих пор неясно, кто были эти люди, куда направлялись и отчего погибли.
- Саттал[англ.] — группа из семи озёр

См. также Озёра холмов Кумаон

## Харьяна
- Бадкхал[англ.] — к 2009 г. полностью пересохло
- Брахма-Саровар[англ.]
- Дамдама[англ.]
- Саннихит-Саровар[англ.]
- Сураджкунд[англ.]
- Тильяр[англ.]

## Химачал-Прадеш
Основная статья: Список озёр Химачал-Прадеша
- Бхригу[англ.] — названо в честь Бхригу
- Гобинд-Сагар[англ.] — названо в честь Гобинда Сингха
- Карери[англ.]
- Манимахеш[англ.]
- Махарана-Пратар-Сагар[англ.]
- Нако[англ.]
- Парасар — несмотря на скромный размер 150×60 м, глубина озера до сих пор неизвестна. Примечательно необычным плавучим островом, очень медленно и размеренно дрейфующим от одного берега до другого со скоростью 125 м за 6 мес. (ок. 68 см в сутки)
- Ревалсар[англ.]
- Сурадж-Тал[англ.]
- Чандра-Тал[англ.]

## Чандигарх
- Сухна[англ.]